# 樊准 (东汉)
樊準（1世纪—118年），字幼陵，南阳郡湖阳县（今河南省唐河县西南）人，中国東漢官员、经学家。汉光武帝舅舅樊宏的族曾孙。
樊準少年时励志行，修儒术。将其父的产业数百万让给丧父的侄子。汉和帝时为郡功曹。汉和帝驾临南阳，召拜郎中，随车驾还宫，特补尚书郎。邓太后临朝，儒学衰败，樊準上书奏请重用儒生，崇重儒术。请求公卿各举明经和旧儒子孙进其爵位，以励风化，被邓太后采纳，转任御史中丞。樊準曾上疏指斥“博士倚席不讲，儒者竞论浮丽”，建议“宠进儒雅”，于是朝廷多有方正、敦朴、仁贤的举动。永初年间，连年水旱频发，上书献赈灾之策，请迁移百姓贫困之人安置到荆州、扬州富熟之郡，被太后采纳。太后把公田赋赐予贫民。樊準被擢升为光禄大夫。永初二年（108年），奉诏安抚冀州，开仓廪赈济流民。回朝被任命为钜鹿郡太守。转任河内郡太守，因为明习典章转任尚书令，元初三年（116年），取代周畅官至光祿勳。元初五年（118年），在官任上去世。